# إيدان سيبيو (لاعب كرة قدم)
إيدان سيبيو لاعب كرة قدم انغولي (مواليد 1990) يلعب في مركز الهجوم في نادي رورينج ليونز لكرة القدم شارك مع منتخب بلاده في تصفيات كأس العالم 2026

## شهرة
يملك اللاعب أطول ضفيرة شعر بين لاعبي كرة القدم حيث يبلغ طول ضفائره حوالي متر ونصف.